# Thymophylla
Thymophylla Lag. è un genere di piante della famiglia delle Asteracee, diffuso nel Nuovo Mondo.

## Tassonomia
Il genere Thymophylla fa parte della sottotribù Pectidinae, raggruppamento che la classificazione tradizionale colloca all'interno della tribù Heliantheae e che recenti studi filogenetici attribuiscono alle Tageteae.
Il genere comprende le seguenti specie:
- Thymophylla acerosa (DC.) Strother
- Thymophylla aurantiaca (Brandegee) Rydb.
- Thymophylla aurea (A.Gray)
- Thymophylla concinna (A.Gray) Strother
- Thymophylla gentryi (M.C.Johnst.) Strother
- Thymophylla gypsophila (B.L.Turner) Strother
- Thymophylla micropoides (DC.) Strother
- Thymophylla mutica (M.C.Johnst.) Strother
- Thymophylla pentachaeta (DC.) Small
- Thymophylla setifolia Lag.
- Thymophylla tenuifolia (Cass.) Rydb.
- Thymophylla tenuiloba (DC.) Small
- Thymophylla tephroleuca (S.F.Blake) Strother